# Раштракуты
Раштракуты (санскр. राष्ट्रकूट IAST: rāṣṭrakūṭa, канн. ರಾಷ್ಟ್ರಕೂಟ) — индийская династия (753—982 годы), раджпутского происхождения. Ранние правители были вассалами Чалукьев, но в середине VIII века Раштракуты разбили их и два века правили большей частью Южной Индии (современные штаты Махараштра, Карнатака, Андхра-Прадеш, Мадхья-Прадеш).
Современниками Раштракутов были династии Пала в Бенгалии и Пратихара в Гуджарате. Столицей Раштракутов был город Маньякхета (современный Хайдарабад) на плато Декан. Созданное ими государство было одной из крупнейших мировых империй того времени. Вели морскую торговлю с арабами Синда.

## История

### Происхождение
Происхождение династии Раштракута — одна из самых спорных тем индийской истории. Вопрос сводится к происхождению самых ранних представителей династии, живших во время царствования императора Ашоки, в конце II века до нашей эры, и связи между несколькими династиями Раштракута, которые правили маленькими королевствами на севере и в центре Индии, а также Деканом в период с VI по VII век н. э. Связи средневековых Раштракут и Раштракут из Маньякхета, которые правили в VIII—X веках — тоже остаётся загадкой для многих исследователей.
Источники информации об истории династии — средневековые начертания, древняя литература на языке пали, современная литература на санскрите и языке каннада, а также записки арабских путешественников. Теории о династической родословной (Сурья Вамса — солнечная линия, и Чандра Вамса — лунная линия), регионе происхождения предположительно основаны на информации из начертаний, династических эмблем, древних клановых имён, например «Раштрика», эпитетов (Ратта, Раштракута, Латталура Пураварадхисвара), имён принцев и принцесс династии, реликвий и монет. Учёные спорят о том к какой религиозной и этнической группе принадлежали ранние Раштракуты. Вероятно, Раштракуты — выходцы с северо-западных этнических групп Индии — каннадиг, редди, маратхи или пенджабских племён.

## Династия Раштракута
- Манаматра, раджа Ачалапуры
- Судэвараджа I, сын Манаматры, раджа Ачалапуры
- Бхавишья, сын Судэвараджи I, раджа Ачалапуры
- Авидхея, сын Судэвараджи I, раджа Ачалапуры
- Джаяраджа, сын Судэвараджи I, раджа Ачалапуры
- Судэвараджа II, сын Джаяраджи, раджа Ачалапуры, —609
- Наннараджа, раджа Ачалапуры, 609—
- Дантиварман, сын Наннараджи, раджа Ачалапуры, —630
- Индрараджа I, сын Дантивармана, раджа Ачалапуры 630—650
- Говиндараджа I, сын Индрараджи I, раджа Ачалапуры 650—675
- Карккараджа I, сын Говиндараджи I, раджа Ачалапуры 675—700
- Индрараджа II, сын Карккараджи I, раджа Ачалапуры 700—733
- Дантидурга Кхадгавалока, сын Индрараджи II, раджа Ачалапуры 733—753, махараджадхираджа Махараштры 753—756
- Говиндараджа, сын Индрараджи II, раджа Бхаруча
- Кришнараджа I Акалаварша, сын Карккараджи I, махараджадхираджа Махараштры 756—772
- Говиндараджа II, сын Кришнараджи I, махараджадхираджа Махараштры 772—780
- Дхрува I Дхараварша, сын Кришнараджи I, махараджадхираджа Махараштры 780—793
- Стамбха, сын Дхрувы I, махараджа Гангавади 793—
- Карккараджа I Суварнаварша, сын Дхрувы I, махараджа Хандеша 793—845
- Дхрува I, сын Карккараджа I Суварнаварши, махараджа Хандеша 845—
- Говиндараджа III Прабхугаварша, сын Дхрувы I, махараджадхираджа Махараштры 793—814
- Индрараджа, сын Дхрувы I, махараджа Бхаруча 793—818
- Амогхаварша I, род.801, сын Говиндараджи III, махараджадхираджа Махараштры 814—878
- Кришнараджа II Акалаварша, сын Амогхаварши I, махараджадхираджа Махараштры 878—914
- Индрараджа III Нитьяварша, внук Кришнараджи II, махараджадхираджа Махараштры 914—928
- Амогхаварша II, сын Индрараджи III, махараджадхираджа Махараштры 928—929
- Говиндараджа IV, сын Индрараджи III, махараджадхираджа Махараштры 929—939
- Кришнараджа III, сын Амогхаварши III, махараджадхираджа Махараштры 939—967
- Баддига Амогхаварша III, внук Кришнараджи II, махараджадхираджа Махараштры 967—972
- Кхоттига, сын Амогхаварши III, махараджадхираджа Махараштры 967—972
- Карккараджа II Амогхаварша, внук Амогхаварши III, махараджадхираджа Махараштры 972—973
- Индрараджа IV, внук Амогхаварши III, махараджадхираджа Махараштры 974—982

Около 983 года государство было уничтожено Тайлапой I, правителем Западных Чалукья.
К эпохе Раштракутов (850 год) относится первый литературный текст на языке каннада — книга «Кавираджамарга».